# آني (فلم 2014)
آني (بالإنجليزية: Annie) هو فيلم كوميدي تم إنتاجه في الولايات المتحدة وصدر في سنة 2014. الفيلم من إخراج ول غلك وكتابة ول غلك وألين ماكينا. من بطولة جيمي فوكس وكوفينزانيه واليس وروز بيرن وكاميرون دياز. يُعتبر هذا الفلم ثالث تبني لمسرحية آني الموسيقية، بعد فلم كولومبيا السيمنائي في 1982، وفلم دزني التلفزي في 1999.

## الإنتاج
أعلنت سوني لأول مرة عن تبنٍّ جديد لمسرحية آني في يناير 2011؛ جي-زي وول سمث سيكونان المنتجين، وابنة ول سمث، وِلَو كانت مُنجذبة لأداء الدور الرئيسي. في فبراير 2011، المخرج ريان مورفي كان المرشح الأول لإخراج الفلم، ولكنه رفض القيام بذلك في حلول شهر مارس.
فريق الإنتاج بدأ بعد ذلك بفترة بالبحث عن كاتب سناريو والممثلة إما ثومبسون كانت مرشحة لذلك. لم تصل للعلن أية تطورات لغاية مايو 2012، عندما ظهر ول سمث في صباح الخير أمريكا وأعطى أنباء جديدة حول الفلم، من ضمنها أن الفلم سيكون في مدينة نيويورك في الحاضر، وأنه؛ سمث يقدم السيناريو، وجي-زي سيُقدِّم أغانٍ جديدة للفلم. في يوليو 2012، كاتب السيناريو ألين ماكينا كتب مسودة ثانية لسيناريو الفلم في أغسطس، أُعلن أن الإنتاج سيبدأ في ربيع 2013
في يناير 2013، تم اتخاذ المخرج ول قلك كمخرج للفلم عوضًا عن ول سمث.

## الممثلون والشخصيات
- جيمي فوكس (بدور: وليم ستاكس)
- كوفينزانيه واليس (بدور: آني بينيت)
- روز بيرن (بدور: قرس فيرل)
- كاميرون دياز (بدور: الآنسة كولن هانقان يدور ايناس)

## الميزانية والإيرادات
بلغت تكلفة إنتاج الفيلم حوالي 65 مليون دولار بينما حقق أرباحا تقدر بـ 90.1 مليون دولار.

## وصلات خارجية
- آني على موقع IMDb (الإنجليزية)
- آني على موقع ميتاكريتيك (الإنجليزية)
- آني على موقع الموسوعة البريطانية (الإنجليزية)
- آني على موقع روتن توميتوز (الإنجليزية)
- آني على موقع نتفليكس (الإنجليزية)
- آني على موقع قاعدة بيانات الأفلام العربية
- آني على موقع ألو سيني (الفرنسية)
- آني على موقع أول موفي (الإنجليزية)
- آني على موقع بوكس أوفيس موجو (الإنجليزية)
- آني على موقع فيلمافينيتي (الإسبانية)